# L'Implacable Destin (film, 1928)
Pour le film de Paul Verhoeven sorti en 1942, voir L'Implacable Destin.
Pour plus de détails, voir Fiche technique et Distribution.
L'Implacable Destin (titre original : Love Me and the World Is Mine) est un film américain muet en noir et blanc réalisé par Ewald André Dupont et sorti en 1928.

## Fiche technique
- Réalisation : Ewald André Dupont

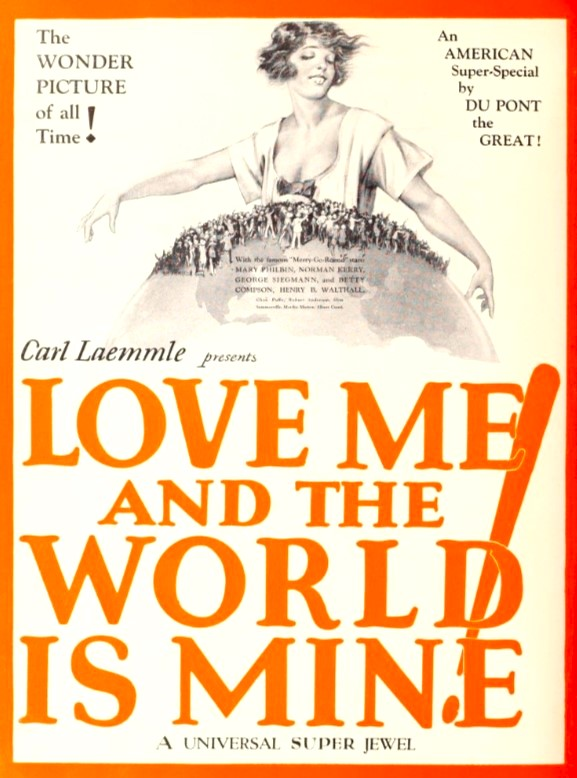
Annonce pour le film dans Motion Picture News.

- Scénario : Imre Fazekas, Albert DeMond, Walter Anthony, Paul Kohner, d'après le roman Die Geschichte von der Hannerl und ihren Liebhabem de Rudolf Hans Bartsch[1]
- Producteur : Carl Laemmle
- Photographie : Jackson Rose
- Montage : Edward L. Cahn, Daniel Mandell
- Musique : Sidney Jones
- Format :  Noir et blanc
- Son : Muet
- Genre : Comédie dramatique, romantique
- Distributeur : Universal Pictures
- Durée : 60 minutes (6 bobines)[2]
- Date de sortie :
  - États-Unis : 9 février 1928

## Distribution
- Mary Philbin : Hannerl
- Norman Kerry : Von Vigilatti
- Betty Compson : Mitzel
- Henry B. Walthall : Van Denbosch

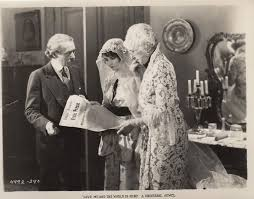
Mathilde Brundage, Mary Philbin et Henry B. Walthall dans une scène du film.

- Mathilde Brundage : Mrs. Van Denbosch
- Charles Sellon : Mr. Thule
- Martha Mattox : Mrs. Thule
- George Siegmann : Porter